# Sinocalon reticulatum
Sinocalon reticulatum är en skalbaggsart som beskrevs av Pierre Lesne 1906. Sinocalon reticulatum ingår i släktet Sinocalon och familjen kapuschongbaggar. Inga underarter finns listade i Catalogue of Life.